# Saint-Lubin-de-la-Haye
Saint-Lubin-de-la-Haye è un comune francese di 920 abitanti situato nel dipartimento dell'Eure-et-Loir nella regione del Centro-Valle della Loira.
Il territorio comunale è bagnato dalle acque del fiume Vesgre.

## Società

### Evoluzione demografica
Abitanti censiti